# Тётя Марта
«Тётя Ма́рта» — российский комедийный телесериал производства компании Art Pictures Vision при участии BIack Вох Production. Повествует о маленькой девочке, которая в одиночку справляется с жизненными трудностями. Премьера состоялась 3 октября 2022 года на телеканале СТС.

## Сюжет

### 1 сезон (2022)
Девятилетняя девочка Марта живёт в Москве без родителей (кто её родители и где они находятся — неизвестно). Рядом с девочкой только дедушка, страдающий деменцией и за которым нужен уход. Марта ото всех скрывает своё семейное положение, чтобы не попасть в детский дом. Фактически она вынуждена вести взрослую жизнь, ведь, кроме школьных уроков, у неё много домашних хлопот. Однажды к ней приезжает родственник из Казани — Марат, и поселяется с ней в одной квартире. Однако его цель заключается не в заботе о девочке. Марат задолжал крупную сумму денег, и чтобы рассчитаться по долгам, он решает завладеть квартирой Марты.
Впоследствии выясняется, что Марта — бывшая воспитанница воронежского детского дома, где её звали Ирина. В возрасте 7 лет Ирина сбежала из детдома и оказалась в Москве. Здесь её приютил Василий Самсонов, фактически ставший для неё дедушкой. Он же оформил ей документы с новым именем — Марта.
Постепенно Марат проникается тёплыми чувствами к Марте и отказывается от идеи махинации с её квартирой. В конце первого сезона он становится опекуном Марты и дедушки, а также становится известно, что у Марты есть сестра-близнец Юля.

### 2 сезон (2024)
Слоган сезона: «Двое против всех!»
У Марты становится ещё больше хлопот: она по-прежнему продолжает поиск мамы, следит за дедушкой и безответственным Маратом, но также теперь ей приходится решать проблемы своей сестры Юли. В раннем детстве Юля была удочерена Валерией Павловой, ставшей для неё, по сути, хорошей мамой. Однако позже Валерия умерла. С тех пор её сестра Вера является опекуном Юли. Вера обращается с опекаемой строго, без любви, как «злая мачеха»: ей нужны только деньги, которые она получит по завещанию от своей сестры за опекунство над Юлей по достижении ею 18-летнего возраста.
В процессе поиска мамы Марта узнаёт, что они с Юлей в раннем детстве воспитывались в московском детском доме, после пожара в котором и утери документации девочки были по ошибке разлучены (в частности, Марта попала в воронежский детдом).
В конце сезона Марта и Юля находят маму — её зовут Катя и она живёт с мужем, который не любит детей. Марта и Юля остаются жить с Маратом и дедушкой. Марат становится опекуном также и Юли. А Катя обещает регулярно навещать Марту и Юлю.

## В ролях

### Главные роли
| Актёр              | Роль |
| ------------------ | --- |
| Виталия Корниенко  | Марта Викторовна Самсонова (Ирина Валерьевна Николишина) / Юлия Андреевна Павлова сёстры-близнецы                                                                                       |
| Александр Метёлкин | Марат Алексеевич Еникеев «двоюродный племянник» Марты, дальний родственник Василия Самсонова; с 17 серии — опекун Марты и Василия Самсоновых, с 34 серии — также и опекун Юлии Павловой |
| Юрий Кузнецов      | Василий Семёнович Самсонов «дедушка» Марты, пенсионер, бывший разведчик (генерал-майор в отставке)                                                                                      |
| Сергей Епишев      | Илья Сергеевич Аксёнов актёр-неудачник, сосед Марты |
| Кристина Асмус     | Ольга Викторовна в первом сезоне — учительница и классный руководитель Марты, возлюбленная Марата                                                                                       |
| Валерия Зоидова    | Антонина Калясина (Тоня) старший лейтенант полиции, участковый уполномоченный; возлюбленная Марата                                                                                      |
| Зоя Бербер         | Вера Павлова опекун Юлии Павловой — до 34 серии (2 сезон) |

### Роли второго плана
| Актёр              | Роль                                                                          |
| ------------------ | ----------------------------------------------------------------------------- |
| Александр Голубков | Дмитрий Николаевич (Димон) знакомый Марата, бывший преступник, сидел в тюрьме |
| Екатерина Кабак    | Мелани гламурная соседка Марты, блогер, возлюбленная/девушка Димона           |
| Игорь Огурцов      | Холодцов бывший парень Тони, полицейский (1 сезон)                            |
| Александр Яцко     | Виктор Сергеевич отец Ольги Викторовны, начальник шоколадной фабрики          |
| Владимир Яганов    | Фёдор (Федя) одноклассник и друг Марты, жертва буллинга                       |
| Владимир Левченко  | Кирилл Константинович Панков одноклассник Марты, задира                       |
| Александра Щичко   | Арина одноклассница Марты                                                     |
| Вера Островская    | Даша одноклассница Марты                                                      |
| Матвей Воронин     | Данила Павлов сын Веры (2 сезон)                                              |
| Виталий Даушев     | Сергей возлюбленный Веры, юрист (2 сезон)                                     |
| Анна Снаткина      | Нелли Олеговна телепродюсер детского музыкального шоу талантов (2 сезон)      |

### В эпизодах
| Актёр                 | Роль |
| --------------------- | --- |
| Илья Лыков            | Борис Александрович школьный психолог (2, 17 серии)                                                            |
| Алексей Жиров         | Михаил Юрьевич директор школы (2, 4, 21, 32 серии)                                                             |
| Наталья Ноздрина      | мама Кирилла (3 серия)                                                                                         |
| Степан Абрамов        | папа Кирилла (3, 10 серии)                                                                                     |
| Светлана Авилова      | Ирина Николаевна завуч (4, 21, 32 серии)                                                                       |
| Юлия Мельникова       | Марианна модель из Франции (9 серия)                                                                           |
| Валентина Смольникова | Светлана давняя знакомая Василия Семёновича (10 серия)                                                         |
| Григорий Багров       | врач (12 серия)                                                                                                |
| Александр Терентьев   | психиатр (12 серия)                                                                                            |
| Екатерина Виноградова | Екатерина работница органа опеки (13, 17 серии)                                                                |
| Вячеслав Щенин        | Арсений Артёмович работник органа опеки (13, 16, 17 серии)                                                     |
| Ольга Анохина         | Раиса Александровна пожилая соседка Марты (14 серия)                                                           |
| Ариана Глушкова       | Вика Мухина (настоящая фамилия — Михина) воспитанница воронежского детдома (15, 23, 26, 30 серии)              |
| Татьяна Плетнёва      | Оксана Бегемотова («Бегемот») старший воспитатель воронежского детдома (15, 26, 30 серии)                      |
| Анжелика Каширина     | Анна работница выставки средневековья (20 серия)                                                               |
| Любовь Тихомирова     | Марина преподаватель школы приёмных родителей (21 серия)                                                       |
| Ольга Дегтярёва       | Руслана Сергеевна гувернантка (22 серия)                                                                       |
| Кристина Вебер        | Елена Михина биологическая мать Вики Мухиной, отдавшая её в детдом; работница супермаркета (23 серия)          |
| Владимир Шульга       | Игорь Дроздович («Шкет») бывший напарник Василия Самсонова (25 серия)                                          |
| Андрей Леонов         | председатель жюри кастинга детского музыкального телеконкурса «Комета талантов» (26, 31 серии)                 |
| Сергей Бачурский      | Олег Ефимович приятель Василия Самсонова (31 серия)                                                            |
| Алина Ланина          | Екатерина биологическая мама Марты и Юли (32—34 серии)                                                         |
| Иван Деменин          | Филипп Пуцко биологический отец Марты и Юли, из-за уголовного дела 10 лет назад сбежал из страны (33—34 серии) |
| Кирилл Мелехов        | Слава муж Кати, бизнесмен (33—34 серии)                                                                        |

## Производство телесериала
Первый сезон телесериала снимали с декабря 2021 по март 2022 года в Москве. Премьера состоялась 3 октября 2022 года.
Характерной чертой сериала является то, что в некоторых сериях имеются анимационные вставки, которые иллюстрируют воображение Марты или заменяют собой определённые моменты из жизни героев. Главной музыкальной темой сериала является композиция «Tu m’étonnes» (автор музыки — Артём Федотов, автор текста — Анна Нидерштрат, исполнитель — LUTALIC).
Создатели телесериала поддержали фонд «Измени одну жизнь», который оказывает помощь детям из детских домов и приёмным семьям. В финальных титрах первого сезона сериала появлялись рисунки 16-летней воспитанницы центра содействия семейному устройству «Наш дом» Нины Конновой. Также с 15-й серии первого сезона и во втором сезоне перед титрами появляется QR-код, который ведёт на сайт фонда «Измени одну жизнь», где любой желающий может поддержать фонд.
Телесериал был продлён на второй сезон, съёмки которого начались в августе 2023 года. Его премьера состоялась 8 апреля 2024 года.
2 апреля 2024 года продюсер Константин Маньковский заявил, что второй сезон — заключительный, но при этом по мотивам телесериала будет снят полнометражный фильм, который завершит истории главных героев. По словам продюсера, работа над сценарием фильма уже ведётся, а премьера фильма запланирована на 2025 год.

## Сезоны
| Сезон | Сезон | Серии | Период трансляции   |
| ----- | ----- | ----- | ------------------- |
|       | 1     | 17    | 3 — 27 октября 2022 |
|       | 2     | 17    | 8 — 11 апреля 2024  |

## Список серий

### Сезон 1
| № серии | Премьера   | Описание серии |
| ------- | ---------- | --- |
| 1       | 03.10.2022 | Марта живёт без родителей. Рядом с ней только дедушка, который сам нуждается в присмотре. Чтобы не попасть в детский дом, девочка вынуждена скрывать правду от окружающих. Учительница вызывает родителей Марты в школу, а та просит соседа-актёра притвориться её отцом. В это же время к Марте приезжает родственник из Казани. |
| 2       | 03.10.2022 | Борис Александрович, школьный психолог, подозревает Марту во лжи и жалуется на неё директору школы и классной руководительнице, которая намерена обратиться в органы опеки. Ненастоящий отец Марты — Марат спасает положение. |
| 3       | 04.10.2022 | На родственника из Казани давят, чтобы он побыстрее переписал квартиру на себя. Марат уговаривает Марту пойти на день рождения одноклассника Кирилла, а сам пытается провернуть перепись квартиры на себя, но собственником квартиры оказывается не дедушка.                                                                      |
| 4       | 05.10.2022 | Благодаря усилиям Марты её школа получает шанс выиграть поездку в Париж. Но директор школы отдаёт предпочтение для участия в конкурсе старшеклассникам. Марта всеми силами пытается этому помешать, ведь она хочет поехать к маме.                                                                                                |
| 5       | 06.10.2022 | Димона закрывают в полиции, а Марат вынужден флиртовать с участковой Тоней, чтобы она выпустила Диму. Для Марты очень важен конкурс, однако её одноклассники не проявляют особого желания в нём участвовать. Марта пытается их переубедить.                                                                                       |
| 6       | 10.10.2022 | Марта очень недовольна, что Марат позволил заселиться новому жильцу в её квартиру, ведь её тайну могут раскрыть, особенно когда этот незапланированный сосед — полицейский участковый. Марта предпринимает все усилия, чтобы выгнать Тоню.                                                                                        |
| 7       | 11.10.2022 | Марта просит у дедушки загранпаспорт, чтобы поехать к маме, но тот отказывает. Тогда она предлагает соседу Аксёнову стать её опекуном, поскольку кандидатуру Марата она не рассматривает в силу отсутствия доверия. |
| 8       | 12.10.2022 | Марат и Марта подозревают, что Тоня может раскрыть их секрет и обратиться в опеку. Враньё Марата привело к тому, что пришлось взять с собой Тоню на несуществующую дачу вместе с Мартой и Василием Семёновичем. |
| 9       | 13.10.2022 | Мама Марты для участия в модном показе приезжает из Франции в Москву. Девочка намерена встретиться с ней любым путём. Марат, узнав об этом, пытается этого не допустить и впутывается в авантюру с экоактивистом. |
| 10      | 17.10.2022 | Одноклассники Марты обижают её друга Федю. Марта за него вступается. Марат ищет, что можно продать из вещей дедушки, и находит старый автомобиль в гараже. Марта видит хорошее отношение Марата к дедушке и решается сделать его своим опекуном.                                                                                  |
| 11      | 18.10.2022 | Мелани намерена провести стрим с участием мамы Марты. Марта просит взять её соведущей, но блогерша отвергает просьбу после неприятной ситуации с её собакой. Тогда Марта начинает продумывать другой план действий. А Ольга Викторовна помогает Марату найти работу.                                                              |
| 12      | 19.10.2022 | К дедушке Марты должен прийти новый врач для контрольного обследования, но как раз в этот день Василий Семёнович отказывается пить таблетки и устраивает бунт. Марта отправляет Марата в больницу получить справку на вменяемость, чтобы назначить его официальным опекуном.                                                      |
| 13      | 20.10.2022 | Комиссия по опеке собирается прийти в квартиру Марты, чтобы проверить, в каких условиях она живёт. Дедушка Марты случайно записывает разговор Марата и Димы о том, как они хотят отобрать квартиру. Василий Семёнович прячет кассету с записью, но позже успешно забывает её местонахождение.                                     |
| 14      | 24.10.2022 | Марта находит спрятанную дедом кассету и узнаёт, что Марат хочет отобрать их с дедом квартиру. Она пытается найти способ наказать обидчика и привлекает к этому делу строгую соседку Раису Александровну. |
| 15      | 25.10.2022 | Марта в опасности: во время прогулки она случайно встречает Вику, подругу из детдома, которая может выдать её секрет. Вика оказалась навязчивой и пришла вслед за ней домой. Марта узнаёт, что модель во Франции не является её матерью.                                                                                          |
| 16      | 26.10.2022 | Марта высказывает Марату, что знает про его план и выгоняет из дома. Дедушку забирают в больницу и Марта вновь рискует оказаться в детдоме. Дима и Марат пытаются кинуть на деньги отца Ольги. |
| 17      | 27.10.2022 | Положение Марты становится безвыходным и она идёт на риск, возвращая домой Марата. Марат подаёт документы на оформление опекунства над Мартой и дедушкой. Между тем Димон по-прежнему требует от Марата возвращения долга. |

### Сезон 2
| № серии | Премьера   | Описание серии |
| ------- | ---------- | --- |
| 1 (18)  | 08.04.2024 | Марат готовится к свадьбе с Ольгой, однако теряет кольца. Марта и Юля решают поменяться местами: Юля теперь будет жить с Маратом и дедушкой, а Марта — с опекуном Юли Верой Павловой (при этом Вера не знает, что девочки поменялись местами).                                                            |
| 2 (19)  | 08.04.2024 | Ольга бросает Марата, после того как он сорвал свадьбу. Отец Ольги требует, чтобы Марат компенсировал ему все затраты на несостоявшуюся свадьбу. Марте приходится участвовать в турнире по фехтованию вместо сестры. А Юля «привыкает» к особенностям поведения дедушки.                                  |
| 3 (20)  | 08.04.2024 | Марта начинает поиск мамы по дедушкиному списку женщин, оставивших детей в воронежском детдоме. Одна из таких женщин работает на выставке средневековья, куда и отправляется Марта. У Юли день рождения, и Марат с дедушкой устраивают ей праздник.                                                       |
| 4 (21)  | 08.04.2024 | Вера следит за каждым шагом Марты, из-за чего той приходится соврать про «долгие» занятия в школе вокала. У Марата проблема: он не посещал школу приёмных родителей и теперь не знает, как ему получить сертификат этой школы.                                                                            |
| 5 (22)  | 08.04.2024 | За Мартой теперь ещё более пристальный надзор — со стороны специально нанятой гувернантки. Марат, посещая школу приёмных родителей, встречает там Веру. |
| 6 (23)  | 09.04.2024 | Вера берёт Марата на работу «няней» — присматривать за Мартой. Это даёт Марте прекрасную возможность сосредоточиться на поиске мамы по дедушкиному списку, ведь Марат прикрывает её перед Верой. В ходе поиска Марта встречает маму Вики Мухиной (подруги из детдома).                                    |
| 7 (24)  | 09.04.2024 | Марта узнаёт, что у Веры есть возлюбленный, который «приходит к ней по ночам». У Марата экзамен в школе приёмных родителей. |
| 8 (25)  | 09.04.2024 | После того как Марта наладила отношения с Верой, они с Юлей обратно меняются местами. Марта не нашла маму из дедушкиного списка. Однако она выясняет, что этот список неполный, а также то, что недостающие имена можно узнать у дедушкиного приятеля. Марат в ужасе: его знакомый Димон вышел из тюрьмы. |
| 9 (26)  | 09.04.2024 | Чтобы узнать недостающие имена из дедушкиного списка, Марта едет в Воронеж и тайком пробирается в тот самый детский дом, откуда она сбежала несколько лет назад. Марат ведёт Юлю на кастинг детского музыкального телеконкурса «Комета талантов».                                                         |
| 10 (27) | 10.04.2024 | Димон готовит сюрприз беременной Мелони, в чём ему помогает Марат. Марта видит их вместе и подозревает что-то нехорошее. |
| 11 (28) | 10.04.2024 | Юля волнуется перед выступлением на музыкальном шоу талантов. Марат даёт ей дедушкино успокоительное, из-за которого она засыпает. Марат просит Марту заменить Юлю, однако Марта не умеет петь. |
| 12 (29) | 10.04.2024 | Марта узнала, что Марат хочет стать опекуном Юли не просто так, а ради получения части наследства от её бывшего опекуна. Юля расстроена: продюсер выгнала её из телешоу «Комета талантов». Марта пытается решить эту проблему.                                                                            |
| 13 (30) | 10.04.2024 | Юля готовится к выступлению в телешоу «Комета талантов». Марта просит её, чтобы она с телеэкранов сообщила об их истории с детдомом и таким образом помогла бы найти их маму. Марат расстроен из-за разногласий с Мартой, а дедушка предлагает ему способ решения проблем — «шуруповёрт».                 |
| 14 (31) | 11.04.2024 | После телешоу с рассказом Марты о поисках мамы несколько женщин позвонили в телестудию, представившись её мамой. Так как тайна Марты оказалась раскрыта перед широкой публикой, дедушка собрался скрыться на Кубе вместе с Мартой.                                                                        |
| 15 (32) | 11.04.2024 | Вика готова передать Марте контакты её мамы, но за это Марта должна выполнить одно условие. Димон и Марат устраивают Мелони квест, во время которого у той случаются схватки. |
| 16 (33) | 11.04.2024 | Марта наконец знакомится со своей мамой, которую зовут Катя. Однако Катя сообщает Марте, что она ей не настоящая, а суррогатная мама. Тем временем, чтобы сделать ставку на лошадиные скачки, Аксёнов берёт деньги в долг у Марата, но в итоге проигрывает их.                                            |
| 17 (34) | 11.04.2024 | Марта узнаёт, что Катя — её настоящая мама. Вера угрожает Марте посадить в тюрьму Катю на основании того, что та десять лет назад совершила уголовное преступление, продав своих детей. Марат придумывает план, как спасти Марту и Юлю с их мамой.                                                        |

## Мнения о сериале
- Мария Бабаева, рецензия «Киноафиши»:

…тёплая атмосфера и история, в которой непохожие люди должны будут стать настоящей семьёй. Остальное держится на добром юморе и отличном актёрском составе.
- Мария Токмашева, «Кино-театр.ру»:

Вита Корниенко, к своим 12 годам сыгравшая уже почти в сотне фильмов и сериалов, — здесь настоящая звезда, которой легко удаётся роль сильной и независимой девочки, тонко соединяющей взрослый, временами скептический рационализм с детской искренностью и беззащитностью.
Телесериал получил высокую оценку на Кинопоиске — 8,3 из 10.

## Награды
- В декабре 2022 года телесериал получил премию «Самый ОК» в номинации «Сериал года»[17].
- В декабре 2022 года на Patriki Film Festival телесериал получил приз как главный социальный кинопроект года[18].
- В октябре 2023 года телесериал получил премию ТЭФИ-KIDS в двух номинациях: «Лучший сериал для детей и семейного просмотра» и «Режиссёр программы/фильма/сериала для детей и семейного просмотра» (получил режиссёр сериала Евгений Шелякин)[19].